# Pleistovultur nevesi
O urubu-pleistocênico-de-neves (Pleistovultur nevesi) foi uma espécie de urubu que habitou a região de Minas Gerais, no Brasil, há cerca de 10 mil anos. Media cerca de 2,5 metros de uma ponta da asa à outra. Seu nome foi dado em homenagem ao antropólogo brasileiro Walter Neves. 